# Kevin Wölbert
Kevin Wölbert (* 14. Juni 1989 in Crivitz) ist ein deutscher Speedwayfahrer. Er ist Deutscher Speedwaymeister 2008 und 2011. Er fuhr 2009 in der Bundesliga für den MC Güstrow. 2008 wurde er U-19-Vize-Europameister mit dem Team und belegte Platz 6 in der U-19-Einzel-Europameisterschaft. Seine Karriere begann er beim MC Ludwigslust.
Im September 2011 wechselte er in der obersten englischen Liga von Birmingham nach Poole und wurde mit den „Pirates“ sofort Meister und Pokalsieger. 2013 gewann er in Herxheim/Pfalz mit Martin Smolinski die Speedway-Paar-Europameisterschaft. Außerdem ist Wölbert seit mehreren Jahren Mitglied im deutschen Speedway-Nationalteam und nahm 2011 und 2012 mit dem Team an der Hauptrunde des Speedway-World-Team-Cups teil.

## Teams 2010
- GTŻ Grudziądz
- MC Güstrow
- Edinburgh Monarchs

## Teams 2011
- MSC Brokstedt
- Edinburgh Monarchs, Premier League
- Birmingham Brummies, Elite League bis August 2011
- Poole Pirates, Elite League ab September 2011

## Teams 2013
- MSC Brokstedt
- Belle Vue Aces
- Mseno
- Grudziądz
- Munkebo

## Erfolge
- Deutscher U-16-Meister 2004
- Deutscher Meister Einzel: 2008
- Deutscher Meister Einzel: 2011
- Englischer Meister und Pokalsieger 2011 mit den Poole Pirates
- Speedway-Paar-Europameister 2013 mit Martin Smolinski
- Deutscher Meister Einzel: 2017
- Deutscher Meister Einzel: 2023[1]